# Werner Schmidt-Hammer (Polizist)
Werner Schmidt-Hammer (* 28. August 1907 in Vogelsang, Landkreis Elbing; † 2. März 1979 in Bad Friedrichshall) war einer der zehn Angeklagten im Ulmer Einsatzgruppen-Prozess 1958.

## Leben
Werner Schmidt-Hammer war Sohn des Apothekers Oskar Schmidt und der Elfriede, geb. Hammer. Da er am Wohnsitz seiner Eltern – sie wohnten im Ostseebad Rauschen/Samland – keine höhere Schule besuchen konnte, wurde er im Alter von sechs Jahren nach Breslau in die Obhut eines Bruders seiner Mutter gegeben. Nach der mittleren Reife erlernte er das Optikerhandwerk. Von 1928 bis 1930 besuchte er die Staatliche Fachhochschule für Optik in Jena, schloss seine Berufsausbildung als staatlich approbierter Augenoptiker ab und stand danach bei der Firma Carl Zeiss in Jena als Optikermeister in Arbeit. Vom Frühjahr 1936 bis zu seiner am 1. September 1939 erfolgten Einberufung zur Polizei betrieb er ein eigenes Optikergeschäft in Königsberg.
Nach einer militärischen Grundausbildung und nach verschiedenen Lehrgängen wurde er im November 1940 zum Leutnant d.R. im Polizeidienst befördert. Anfang 1941 wurde er zum Kommando der Schutzpolizei Memel versetzt. Im gleichen Jahr heiratete er, 1942 änderte er seinen Namen offiziell in Schmidt-Hammer. Er gehörte weder der NSDAP noch der SS oder SA an.
Als Kommandeur des so genannten Alarmzugs der Schutzpolizei Memel führte Schmidt-Hammer Ende Juni 1941 auf Weisung des Memeler Polizeidirektors, Bernhard Fischer-Schweder, als Teil des Einsatzkommandos Tilsit die Erschießung von insgesamt 526 Personen, in der Hauptsache Juden, im litauischen Grenzgebiet durch (in Garsden, Krottingen und Polangen). Der Leiter der Stapostelle Tilsit Hans-Joachim Böhme hatte Fischer-Schweder um Amtshilfe gebeten, weil er nicht über genügend Leute verfügte. An sich hätten die Memeler Polizisten bei den Erschießungen nur für die notwendigen Absperrungen sorgen sollen, Fischer-Schweder bot seine Schupos jedoch „aus Geltungssucht“ (Urteil) zur Exekution selbst an, was dankend angenommen wurde. Das Massaker von Garsden am 24. Juni 1941 – bereits zwei Tage nach dem Überfall auf die Sowjetunion –, dem 201 Menschen zum Opfer fielen, ist die erste bekannte systematische Erschießung von Juden durch die Nationalsozialisten.
1943 kam Schmidt-Hammer, mittlerweile Oberleutnant, zu einem Polizeifreiwilligenbataillon nach Jugoslawien. Dort geriet er am 10. Mai 1945 in Kriegsgefangenschaft, aus welcher er erst im Februar 1949 entlassen wurde. Seit September 1949 war er wieder bei der Fa. Carl Zeiss, inzwischen Oberkochen, als Augenoptikermeister beschäftigt.
Am 5. Juli 1957 wurde er im Zusammenhang mit den Ermittlungen zum Einsatzkommando Tilsit verhaftet. Er war der einzige der zehn Angeklagten, der nicht dem Dunstkreis von SD und Sicherheitspolizei angehörte. Am 29. August 1958 wurde er in Ulm wegen „gemeinschaftlicher Mithilfe zum gemeinschaftlichen Mord“ zur Mindeststrafe von drei Jahren Zuchthaus verurteilt. Einem Revisionsantrag gab der Bundesgerichtshof am 23. Februar 1960 statt. In einem neuen Verfahren des Schwurgerichts Ulm wurde er am 3. Oktober 1960 im Fall Garsdens, z. T. auch Krottingens, freigesprochen. Die Opferzahl, für die er sich zu verantworten hatte, verminderte sich dadurch auf 313, das Strafmaß selbst wurde jedoch bestätigt. Das Urteil wurde am 26. April 1961 rechtskräftig. Nach Verbüßung von zwei Dritteln der Haft (einschließlich Untersuchungshaft) wurde Schmidt-Hammer am 3. März 1962 entlassen und er nahm die Arbeit bei Zeiss in Aalen wieder auf.